# Stefan Oster
Stefan Oster, S.D.B. (Amberg, 3 de junho de 1965) é um teólogo católico romano alemão e desde 2014 Bispo de Passau.

## Vida

### Juventude e Estudos
Depois de se formar no Ginásio Neutraubling, Stefan Oster completou de 1984 a 1986 treinamento como editor de jornal e rádio. Por alguns anos, ele também trabalhou nesta profissão. A partir de 1988, estudou Filosofia, História e Estudos Religiosos em Regensburg, Kiel, na Universidade de Keele e na Universidade de Oxford. Participou do programa Erasmus da União Europeia de 1990 a 1991 e de 1990 a 1994 recebeu uma doação de presentes da Konrad-Adenauer-Stiftung, Graduou-se em Oxford em 1993 com o Master e em Regensburg em 1994 com o Magister Artium.

### Igreja e carreira acadêmica
Em 1995, Oster decidiu tornar-se salesiano de Dom Bosco. Durante um ano, entrou no noviciado dos salesianos de Dom Bosco em Jünkerath, onde fez sua primeira profissão em 1996. De 1996 a 2000, estudou na teologia filosofia-teológica Benediktbeuern. Ele fez sua profissão perpétua em 24 de julho de 1999. Em 24 de junho de 2001, ele consagrado bispo Viktor Josef Dammertz para sacerdotes. Ele então trabalhou como capelão em São Dom Bosco em Augsburg até 2003. 
No período de 1999 a 2006, ele publicou os escritos II-V de Ferdinand Ulrich. Na páscoa de 2003 foi na Faculdade Teológica da Universidade de Augsburgo em filosofia com uma tese sobre Ulrich, o Alois Halder, supervisionado seu doutorado. Em 2003 ele recebeu o prêmio Alberto Magno da Diocese de Augsburg por seu trabalho em sua Tese de Doutorado e em 2004 o Prêmio Universitário da Associação dos Amigos da Universidade de Augsburg. Em seguida, lecionou ele no Philosophical e Theological College Benediktbeuern em filosofia, em particular, para a epistemologia, metafísica, Filosofia da linguagem, filosofia do diálogo e da filosofia da pessoa. Ele pesquisou em questões de fronteira específicas entre filosofia e teologia.
Em 2009, Oster se habilitou em Dogmática na Faculdade de Teologia de Trier. A tese de habilitação tratou da relação entre pessoa e a transubstanciação e foi supervisionada pelo então dogmatista de Trier, Rudolf Voderholzer. Então ele foi nomeado em Benediktbeuern professor completo de dogmática e história de dogma. Como dogmatista, ele se dedicou sobretudo a questões pessoais dialogais e teodramáticas na teologia sistemática, especialmente no campo da cristologi , eclesiologia e mariologia.
Com o encerramento do Colégio Filosófico-Teológico em Benediktbeuern em julho de 2013, encerrou sua cátedra local. Oster continuou a palestra no departamento de Katholische Stiftungsfachhochschule München - Benediktbeuern. Ele também ensinou na LMU de Munique. 
Em 4 de abril de 2014, o Papa Francisco designou o Bispo Oster 85º de Passau. Sua ordenação episcopal aconteceu em 24 de maio na Catedral de Santo Estêvão em Passau pelo arcebispo de Munique e Freising, Dom Reinhard Cardeal Marx. Os co- conselheiros foram o bispo de Passau Wilhelm Schraml e o arcebispo emérito de Salzburgo, Alois Kothgasser S.D.B., que havia sido predecessor de Oster como professor de dogmatismo em Benediktbeuern.
O lema do bispo Oster é "Victoria Veritatis Caritas" (Eng.: "A vitória da verdade é amor"). Seu brasão é de azul e prata com um sinal de coração. Ele mostra o lobo de Passau como um símbolo da diocese de Passau. Os campos individuais mostram a Maria von Altötting, coroada de ouro, uma águia vermelha de São João, preparada para o voo, a palmeira de mártir vermelho com três pedras, os atributos de Santo Estêvão, padroeiro do Bispo e Dompatron de Passau, bem como três coníferas douradas como referência a João Bosco ( ital. Bosco "floresta"). O simples Processionais é a insígnia do brasão do bispo. O bispo Oster faz sem o seu brasão na galeria verde com 12 borlas.
Oster é membro da Sociedade Görres, da Associação de Dogmáticos Católicos e Teólogos Fundamentais da área de língua alemã bem como conselheiro consultivo da Associação Jewel para preservar o mosteiro Benediktbeuern. Os membros da Conferência Episcopal Alemã elegeram Oster em 20 de setembro de 2016 como presidente da Comissão Juvenil.
Oster está comprometido com a moral sexual prevalecente de sua igreja, ele é, portanto, contra parcerias gay e a bênção de sua igreja. Para Oster, a sexualidade tem seu "único lugar legítimo em um casamento entre exatamente um homem e uma mulher". Causou sensação neste contexto comparação Oster de parcerias homossexuais e meio criminoso: no Facebook, ele falou sobre os valores destes dois grupos ", mesmo entre membros de uma gangue de criminosos não são valores incomuns, tais como confiabilidade, cuidado mútuo ou lealdade alta apreciado. " Estes valores, por si só, não são motivo para aceitar parcerias homossexuais, mesmo que alguém que reze por Deus seja bem-vindo em sua igreja. Em uma disputa com Stefan Vesper, secretário-geral do Comitê Central de Católicos Alemães, explicou a Oster por que ele está contra as bênçãos da igreja de parcerias extraconjugais.

## Prêmios e honras
- Prêmio Albertus Magnus da Diocese de Augsburg (2003)
- Prêmio Universitário da Associação de Amigos da Universidade de Augsburg (2004)

## Publicações (seleção)
- Com-ser-humano. Fenomenologia e ontologia do presente com Ferdinand Ulrich. Verlag Karl Alber , Freiburg / Munich 2004, ISBN 978-3-495-48126-4.
- Pessoa e transubstanciação. Ser humano, ser igreja e Eucaristia - uma sinopse ontológica. Editora Herder , Freiburg / Basel / Vienna 2010, ISBN 978-3-451-32292-1.
- com Peter Seewald: Deus sem pessoas - A igreja e a crise da fé. Droemer Verlag , Munique 2016, ISBN 978-3-426-30103-6 .[

## Links da Web
- Cheney, David M. «bishop» (em inglês). Catholic-Hierarchy.org
- Literatura de e sobre Stefan Oster (em alemão) no catálogo da Biblioteca Nacional da Alemanha
- Bischof Dr. Stefan Oster SDB auf der offiziellen Seite des Bistums Passau
- Biographie auf pth-bb.de
- Blog von Bischof Dr. Stefan Oster SDB